# Armilus
Armilus (ebraico: ארמילוס) (scritto anche Armilos e Armilius) è una figura anti-messia nell'escatologia ebraica medievale che conquisterà l'intera Terra, centralizzandosi a Gerusalemme e perseguitando i credenti ebrei fino alla sua sconfitta finale per mano del Messia ebreo. 
La sua presunta distruzione simboleggia la vittoria finale del Messia ebraico nell'era messianica.

## Fonti
Il Sefer Zerubbavel è probabilmente del VII secolo d.C.. Si pensa che Armilus sia un crittogramma per Eraclio I, un imperatore bizantino e si pensa che gli eventi descritti nel Sefer Zerubbabel coincidano con la rivolta ebraica contro Eraclio.
Il Midrash Vayosha dell'XI secolo, che descrive Armilus, fu pubblicato per la prima volta a Costantinopoli nel 1519.
Secondo la Jewish Encyclopedia, Armilus è "un re che sorgerà alla fine dei tempi contro il Messia, e sarà da lui conquistato dopo aver arrecato molta angoscia a Israele". Di lui si parla nel Midrash Vayosha, nel Sefer Zerubbabel e in altri testi. È un avversario simile a Gog e Magog, e in alcuni casi è considerato identico a Gog, ma con un altro nome. Nel Sefer Zorobabele prende il posto di Magog e sconfigge il Messia ben Joseph.
L'origine di questa figura, che si dice sia la progenie di Satana è una vergine, o Satana e una statua (o "pietra"), è considerata discutibile dall'Enciclopedia ebraica, a causa della variazione e della chiara relazione (se non parodia) alla dottrina, alla leggenda e alle scritture cristiane. Questo riferimento alla sua nascita da una vergine, evocando la Vergine Maria, sarebbe correlato a fonti ebraiche che affermano che è visto dai cristiani come il loro Messia e come il loro Dio, identificandolo ulteriormente con Gesù Cristo.
L'Enciclopedia ebraica collega anche la figura alla mitologia romana, confrontando la storia della sua nascita da una pietra con una leggenda simile su una statua vivente attribuita a Virgilio, e il nome della figura e il conflitto con il Messia a un racconto nel Chronicon di Eusebio in cui un condottiero romano (dato il nome Amulius o Armilus in varie traduzioni, ma indicato come successore di Agrippa al posto di Romolo Silvio) fa guerra a Giove e viene distrutto da una tempesta.

## Nome
Il nome potrebbe derivare da Romolo, uno dei fondatori di Roma,  o da Ahriman, il principe malvagio nel Zoroastrianismo

## Aspetto fisico
Midrash Vayosha raffigura Armilus come calvo, parzialmente sordo, parzialmente mutilato e parzialmente lebbroso.
E' simile al Dajjāl dell'islam anche esso falso messia, identificato nel Gesù dei cristiani dagli ebrei.